# Jürgen Zopp
Jürgen Zopp (ur. 29 marca 1988 w Tallinnie) – estoński tenisista, reprezentant kraju w Pucharze Davisa.
Zawodowy tenisista 2 latach 2006–2020. Zwycięzca 3 turniejów kategorii ATP Challenger Tour w grze pojedynczej.
W rankingu gry pojedynczej najwyżej był na 71. miejscu (10 września 2012), a w klasyfikacji gry podwójnej na 218. pozycji (11 lipca 2016). 

## Kariera

### Osiągnięcia juniorskie
W 2006 roku brał udział w turnieju wielkoszlemowym US Open, w singlowych oraz deblowych rozgrywkach chłopców. W singlu doszedł do 2 rundy, w której przegrał z Włochem Thomasem Fabbiano. W zawodach deblowych występował w parze z ukraińskim zawodnikiem Artenem Smyrnowem. Drużyna odpadła w 1 rundzie po przegranej z polsko-czeską parą Marcin Gawron–Dušan Lojda.

### Sezon 2011
W 2011 roku występował w kwalifikacjach turniejów wielkoszlemowych, lecz wszystkie występy zakończył w 1 rundzie. Jedynie w angielskim Wimbledonie doszedł do 3 rundy kwalifikacyjnej. W grze podwójnej nie brał udziału.
W październiku 2011 roku brał udział w szwedzkim turnieju Stockholm Open. W kwalifikacjach do turnieju głównego pokonał Kolumbijczyka Alejandra Fallę rozstawionego z nr 1.. W pierwszej rundzie przegrał z Australijczykiem Bernardem Tomiciem, który występował z "dziką kartą". Był to pierwszy turniej rangi ATP World Tour, do którego awansował Estończyk.

### Sezon 2012
W sezonie 2012 po raz pierwszy wystartował w turnieju głównym Wielkiego Szlema. Po udanym przejściu kwalifikacji, odpadł w 1 rundzie Australian Open. Spotkał się w niej z Jamesem Duckworthem. Pojedynek trwał trzy sety. Estończyk brał udział w zawodach Pucharu Davisa. Wygrał 2 pojedynki w meczu z Luksemburgiem oraz 1 w spotkaniu z Polską. Następnie brał udział w kwalifikacjach do turnieju w Bukareszcie, które skutecznie udało mu się przejść. W 1 rundzie zawodów głównych pokonał Victora Crivoi, a w następnie pokonał go inny kwalifikant – Daniel Brands. Tydzień później brał udział w zawodach ATP Challenger Tour w Tunisie. W singlu doszedł do ćwierćfinału, a w deblu do półfinału. Na początku maja wygrał pierwszy turniej rangi ATP Challenger Tour w grze podwójnej. Razem z Jerzym Janowiczem zwyciężył w Tunisie. Brał udział w kwalifikacjach do French Open, które zakończył z powodzeniem. W 1 rundzie turnieju głównego przegrał z Richardem Gasquetem 3:6, 4:6, 6:7(4).

### Zwycięstwa w turniejach ATP Challenger Tour w grze pojedynczej
| Końcowy wynik | Nr | Data              | Turniej             | Nawierzchnia  | Przeciwnik    | Wynik finału     |
| ------------- | -- | ----------------- | ------------------- | ------------- | ------------- | ---------------- |
| Zwycięzca     | 1. | 5 lutego 2012     | Kazań               | Twarda (hala) | Marius Copil  | 7:6(4), 7:6(4)   |
| Zwycięzca     | 2. | 16 listopada 2014 | Helsinki            | Twarda (hala) | Dudi Sela     | 6:4, 5:7, 7:6(6) |
| Zwycięzca     | 3. | 10 września 2017  | Alphen aan den Rijn | Ceglana       | Tommy Robredo | 6:3, 6:2         |